# Отто, Кристин
Кристин Отто (нем. Kristin Otto; род. 7 февраля 1966[…], Лейпциг) — восточногерманская пловчиха, шестикратная олимпийская чемпионка, 7-кратная чемпионка мира и 9-кратная чемпионка Европы. Экс-рекордсменка мира. Единственная в истории женщина, выигравшая шесть золотых медалей на одной Олимпиаде (среди мужчин подобное удалось только Марку Спитцу, Виталию Щербо и Майклу Фелпсу). Трижды признавалась лучшей пловчихой года в мире и Европе (1984, 1986 и 1988) по версии журнала Swimming World Magazine.

## Биография

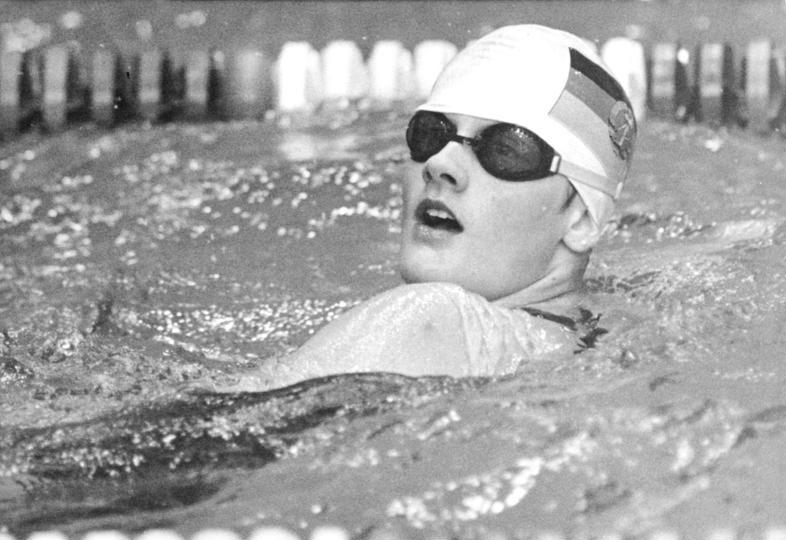
Отто в мае 1984 года, за день до установления мирового рекорда на дистанции 200 м вольным стилем

Начала заниматься плаванием в 10 лет. В возрасте 16 лет в 1982 году участвовала в своём первом чемпионате мира в Эквадоре, где завоевала золото на дистанции 100 метров на спине и два золота в составе эстафеты.
На чемпионате Европы 1983 года в Риме выиграла два золота в эстафетах, а также серебро на дистанции 100 метров вольным стилем (уступив соотечественнице Биргит Майнеке). В мае 1984 года в Магдебурге установила мировой рекорд на дистанции 200 метров вольным стилем (1.57,75). Отто, как и целый ряд других восточногерманских пловчих, могла рассчитывать на медали высшей пробы на предстоящих Олимпийских играх 1984 года в Лос-Анджелесе, однако сборная ГДР поддержала бойкот Игр сборной СССР. Отто выступила на соревнованиях «Дружба-84», где выиграла пять медалей, включая три золота. В 1984 году Отто впервые была признана лучшей пловчихой года в мире и Европе. Череду неудач дополнило смещение позвоночника, сделавшее невозможным участие Кристин в чемпионате Европы 1985 года.
Кристин вернулась на чемпионате мира 1986 года, проходившем в Мадриде. Здесь Отто завоевала 4 золотые медали (100 м вольным стилем, 200 м комплекс, эстафеты 4×100 м комбинированная, и 4×100 м вольным стилем) и 2 серебряные медали (50 м вольным стилем и 100 м баттерфляем). При этом на первом этапе эстафеты 4 по 100 метров вольным стилем Кристин установила новый мировой рекорд (54,73), превзойдя время Барбары Краузе (54,73), показанное ещё летом 1980 года на Олимпийских играх в Москве. Этот рекорд Отто продержался более 5,5 лет. На чемпионате Европы 1987 года Отто добавила на свой счёт ещё пять золотых медалей, включая победы на 100-метровках в трёх видах плавания — вольным стилем, на спине и баттерфляем.
На летних Олимпийских играх 1988 года, проходивших в Сеуле, ей вновь пророчили ряд побед. В этот раз она осуществила свою мечту, полностью оправдав ожидания и завоевав шесть золотых медалей, включая две победы в эстафетах. Отто выиграла золото во всех шести дисциплинах, в которых приняла участие. В 1989 году на чемпионате Европы в Бонне выиграла два золота и одну бронзу. Вскоре после этого 23-летняя Кристин заявила о завершении спортивной карьеры.
Долгое время работала спортивным комментатором на телевидении.
Как и многие другие восточногерманские спортсмены, подозревалась в использовании запрещённых препаратов, однако она никогда не подвергалась дисквалификации, а сама отрицала все подозрения. Олимпийская чемпионка 1980 года Петра Шнайдер, которая призналась в применении допинга, обвиняла в этом и своих подруг по команде, в частности, и Отто.

## Государственные награды
- 1984 — орден «За заслуги перед Отечеством» (ГДР) в золоте (первая степень)
- 1988 — орден Карла Маркса